# 阿尔托皮亚诺-德拉维戈拉纳
阿尔托皮亚诺-德拉维戈拉纳（義大利語：Altopiano della Vigolana），是意大利特伦蒂诺-上阿迪杰大区特倫托自治省的市镇。位于特伦托东南约20公里处。市镇面积为45.03平方公里，2016年人口数量为4,942人。
该市镇是在2016年1月1日由原博森蒂诺、琴塔圣尼科洛、瓦塔罗、维戈洛瓦塔罗等四个市镇合并而成的。